# Agnes och grodkungen
Agnes och grodkungen er en dansk børnefilm fra 2000 instrueret af Rebecka Lindberg.